# Le Repas du lion
Le Repas du Lion est une peinture à l'huile sur toile de 113,7 × 160 cm réalisée entre 1902 et 1912 par le peintre postimpressionniste français Henri Rousseau. 
L'œuvre représente un lion qui se nourrit d'une proie dans un décor de jungle. La peinture développe une partie de l'œuvre de Rousseau de 1891 intitulée Surpris !  et le feuillage figurant dans la peinture a été inspiré par l'étude des jardins botaniques de Paris de l'artiste. L'œuvre est actuellement exposée au Metropolitan Museum of Art. 